# Ribavirin
Ribavirin, hay còn được gọi là tribavirin, là một loại thuốc kháng virus được sử dụng để điều trị nhiễm RSV, viêm gan C và sốt xuất huyết do virus. Đối với bệnh viêm gan C, chúng được sử dụng kết hợp với các thuốc khác như simeprevir, sofosbuvir, peginterferon alfa-2b hoặc peginterferon alfa-2a. Trong số các bệnh sốt xuất huyết do virus, chúng thường được sử dụng cho bệnh sốt Lassa, sốt xuất huyết Crimean – Congo và nhiễm Hantavirus nhưng không phải là Ebola hoặc Marburg. Ribavirin được đưa vào cơ thể qua đường miệng hoặc mũi. Thuốc hấp thụ tốt hơn khi dùng cùng với bữa ăn có chất béo.
Các tác dụng phụ thường gặp bao gồm cảm thấy mệt mỏi, nhức đầu, buồn nôn, sốt, đau cơ, và tâm trạng khó chịu. Tác dụng phụ nghiêm trọng có thể có là sự cố hồng cầu, các vấn đề về gan và các phản ứng dị ứng. Sử dụng trong khi mang thai sẽ gây hại cho em bé. Kiểm soát sinh sản hiệu quả được khuyến cáo cho cả nam và nữ trong 7 tháng sau khi sử dụng. Cơ chế tác dụng của ribavirin vẫn chưa hoàn toàn rõ ràng.
Ribavirin đã được cấp bằng sáng chế vào năm 1971 và được chấp thuận cho sử dụng y tế vào năm 1986. Nó nằm trong danh sách các thuốc thiết yếu của Tổ chức Y tế Thế giới, tức là nhóm các loại thuốc hiệu quả và an toàn nhất cần thiết trong một hệ thống y tế. Chúng có sẵn dưới dạng thuốc gốc. Tại Hoa Kỳ, chi phí điều trị là cao hơn 200 USD.